# Sternkollision
Unter einer Sternkollision versteht man in der Astronomie eine nahe Begegnung zweier Sterne in derart geringem Abstand, dass sie irreversible Strukturveränderungen erleiden. Man nimmt an, dass solche spektakulären Ereignisse vor allem die Entwicklungsgeschichte von Kugelsternhaufen geprägt haben.

## Häufigkeit von Kollisionen bei Einzelsternen
Sternkollisionen sind aufgrund der großen Abstände zwischen Einzelsternen im Vergleich zu ihrem Durchmesser extrem seltene Ereignisse. So schätzte der Astronom James Jeans bereits Anfang des 20. Jahrhunderts ab, dass von den 100 Milliarden Sternen der Milchstraße in den über 10 Milliarden Jahren ihres Bestehens kaum ein einziger eine Kollision erlitten haben dürfte.
In Kugelsternhaufen ist die mittlere Sterndichte mit einigen hundert Sternen pro Kubiklichtjahr deutlich höher als in der Milchstraße, in der sie in Umgebung der Sonne lediglich etwa 0,01 Sterne pro Kubiklichtjahr beträgt. Damit ergibt sich für Kugelsternhaufen eine erheblich größere Wahrscheinlichkeit für Sternkollisionen. Man schätzt, dass etwa 50 % aller Sterne eines Kugelsternhaufens in der Vergangenheit eine Kollision erlitten haben. In allen etwa 150 Kugelsternhaufen, die sich in einer sphärischen Umgebung um die Milchstraße befinden, würde sich damit etwa alle 10.000 Jahre eine Sternkollision ereignen, und im gesamten sichtbaren Kosmos findet ungefähr jede Sekunde eine derartige Sternenkollision statt.
Bei der Abschätzung der Anzahl von Zusammenstößen müssen nicht nur mittlere Sternabstände und -durchmesser berücksichtigt werden, sondern auch die gravitative Anziehung der Sterne, vereinfacht im gemittelten Potentialfeld. Im Vergleich zu rein ballistischen Bahnen vergrößert sich die Wahrscheinlichkeit für eine Kollision bei den in Kugelsternhaufen vergleichsweise geringen Geschwindigkeiten von 10 bis 20 km/s um einen Faktor 100. Dieser Effekt wird gravitative Fokussierung genannt. Irreversible Änderungen drohen spätestens dann, wenn beim minimalen Abstand der Sterne mindestens einer von ihnen in der entsprechenden statischen Situation die Roche-Grenze unterschreiten würde.

## Typen von Sternkollisionen
Aus der großen Anzahl der verschiedenen Sternenklassen und der daraus folgenden Kombinationsmöglichkeiten bei einer Kollision ergeben sich eine Fülle von verschiedenen Kollisionstypen. Der Ablauf der Kollision hängt zusätzlich von der Relativgeschwindigkeit und dem Stoßparameter ab, der beschreibt, ob der Stoß zentral oder nur streifend ist. Letzteres ist weitaus häufiger. Im Folgenden seien einige typische Beispiele von streifenden Kollisionen näher beschrieben, wie sie sich als Ergebnisse von Computersimulationen darstellen.
Da für die Kollisionen allerdings auch der innere Aufbau der beteiligten Sterne sowie deren Veränderungen berücksichtigt werden müssen, werden wegen des damit verbundenen hohen Rechenaufwandes starke Vereinfachungen verwendet, die Ergebnisse sind deshalb noch ziemlich unsicher.

### Kollision eines Hauptreihensternes mit einem Weißen Zwerg
Ein typischer Weißer Zwerg hat etwa einen Durchmesser von nur 10.000 km, aber ungefähr die gleiche Masse wie die Sonne. Bei einer streifenden Kollision fliegt daher der Weiße Zwerg dank seiner enormen Dichte weitgehend unversehrt durch den Hauptreihenstern hindurch und verlässt ihn anschließend wieder. Durch die Gravitation steigt dabei die Relativgeschwindigkeit der Kollisionspartner auf über 500 km/s, so dass die eigentliche Kollision nur etwa eine Stunde dauert.
Das Schicksal des Hauptreihensternes hängt von den Umständen ab und ist noch nicht abschließend erforscht. Bei hinreichend hoher Kollisionsgeschwindigkeit könnte durch die Stoßwelle im Hauptreihenstern auch außerhalb des Kernes eine Kernfusion zünden. Die in diesem Fall freigesetzte Energie entspräche der, die der Hauptreihenstern gewöhnlich in 100 Millionen Jahren umsetzt. Die umgesetzte Leistung während der Kollision läge dabei im Bereich derjenigen, die eine Supernova in den Tagen nach ihrem Ausbruch abstrahlt. Der Hauptreihenstern würde völlig zerrissen und sich in einer Gaswolke auflösen. Würde die Sonne ein derartiges Schicksal ereilen, so würden auf der Erde die Ozeane verdampfen und sich zusammen mit der Atmosphäre in den Weltraum verflüchtigen.

### Kollision eines Roten Riesen mit einem Weißen Zwerg
Im Fall eines Roten Riesen anstelle eines Hauptreihensternes dauert die Kollision etwa einen Monat. Bei streifender Kollision, dem weitaus häufigsten Fall, bleibt der Kern des Roten Riesen jedoch erhalten und bildet nach dem Verlust eines großen Teils seiner Gashülle einen zweiten Weißen Zwerg.

### Kollision zweier Hauptreihensterne
Das Szenario einer Kollision zweier Hauptreihensterne hängt stark von den Anfangsbedingungen der Bahnen und Parametern des Sternaufbaus ab. Die beiden Sterne können als zwei Einzelsterne überleben, sie können aber auch zu einem einzigen Stern verschmelzen. Bei hinreichend hoher Kollisionsgeschwindigkeit können sich sogar auch beide Sterne vollständig auflösen. Unter bestimmten Umständen ist auch ein so genannter Gezeiteneinfang möglich.

### Gezeiteneinfang
Es sind Passagen möglich, die primär ohne direkten materiellen Kontakt der Partner ablaufen, bei denen aber durch Gezeitenkräfte erhebliche Deformationen eines oder beider Sterne stattfinden. Ist der damit verbundene Energieverlust groß genug, so reicht die verminderte Bahngeschwindigkeit anschließend nicht mehr für eine Trennung der beiden Partner aus. Sie umkreisen sich auf einer engen Umlaufbahn und eine Kollision ist dann aufgrund fortgesetzter Deformationen nur noch eine Frage der Zeit. Den bei der Verschmelzung freiwerdenden Energieausbruch bezeichnet man als Mergerburst.

### Kollision zweier Neutronensterne
Die Kollision oder Verschmelzung zweier Neutronensterne kommt unter anderem in Binärsystemen vor, in denen beide Partner als Neutronensterne enden. Durch die Abstrahlung von Gravitationswellen nimmt der gegenseitige Abstand nach und nach ab, bis beide Neutronensterne verschmelzen. Die Verschmelzung selbst dauert nur Sekundenbruchteile. Das leichtere der beiden Objekte wird dabei zerrissen, während das schwerere Objekt in der Regel zu einem schwarzen Loch kollabiert. Jüngste Forschungsergebnisse besagen, dass dies eine Quelle für kurze Gammablitze sei.
Durch Detektion von Gravitationswellen konnte ein solches Ereignis am 17. August 2017 in der Galaxis NGC 4993 beobachtet werden (GW170817).

## Collisional-Supernovae
Supernovae sind Explosionen, die den Vorläuferstern zerstören und dabei Energien von circa 1051 erg (1044 J) freisetzen. Eine äquivalente Energiemenge kann bei der Kollision von zwei sonnenähnlichen Sternen freigesetzt werden, wenn sie mit einer Geschwindigkeit von mehr als 10.000 km/s zentral kollidieren. Gerät ein Doppelsternsystem in die Nähe eines zentralen superschweren schwarzen Lochs, dann bricht das Doppelsternsystem auseinander. Der eine Stern wird als Hyperschnellläufer emittiert, während der andere Stern in einer sehr engen Bahn um das schwarze Loch mit einer Geschwindigkeit von bis zu einigen Zehntausend Kilometer pro Sekunde kreist. In der Umgebung eines massiven schwarzen Lochs wie Sagittarius A* im Zentrum der Milchstraße können die Hochgeschwindigkeitskollisionen mit einer geringen Wahrscheinlichkeit stattfinden und danach wird jede 1.000ste bis 10.000ste Supernova durch die Kollision zweier Sterne verursacht. Diese Collisional-Supernovae sollten im Zentrum einer Galaxie stattfinden und die Lichtkurve nur ein kurzes Maximum von einigen Wochen Länge zeigen. Nachfolgend sollte das freigesetzte Gas in das schwarze Loch fallen und zu einem Anstieg der Röntgenstrahlung wie bei einem aktiven galaktischen Kern führen.

## Indizien für Sternkollisionen in Kugelsternhaufen
Obwohl bisher noch keine einzige Sternkollision direkt beobachtet werden konnte, deuten astronomische Beobachtungen von Kugelsternhaufen darauf hin, dass die Geschichte dieser Haufen von Kollisionsereignissen stark geprägt ist. Folgende Indizien dafür liegen vor:
- Die Sterne eines Sternhaufens haben alle ungefähr das gleiche Alter, nämlich das des Haufens selbst. In Kugelsternhaufen entdeckte man jedoch bereits in den 1950er Jahren viele scheinbar deutlich jüngere und ungewöhnlich heiße Sterne, so genannte Blaue Nachzügler (englisch blue stragglers). Nach jüngeren Untersuchungen konzentrieren sie sich gerade in den Zentren der Kugelsternhaufen, dort also, wo Sternkollisionen als Folge der höheren Sternkonzentration besonders häufig sein sollten. Es ist anzunehmen, dass es sich dabei um Hauptreihensterne handelt, die sich bei einer Kollision zu einem einzigen Stern mit entsprechend größerer Masse vereinigt haben. Da massenreiche Sterne besonders hell und kurzlebig sind, würde man diesen Sternen ohne Kenntnis ihrer Vorgeschichte ein geringeres Alter zuordnen.
- Der Satellit Uhuru, der seit 1970 kosmische Röntgenstrahlung untersucht, hatte über hundert Röntgenquellen in der Milchstraße entdeckt, davon etwa 10 % in den Kugelsternhaufen. Da die Milchstraße aber 10.000 Mal mehr Sterne beherbergt, als alle ihre Kugelsternhaufen zusammen, bedeutet das, dass die Bedingungen in den Kugelsternhaufen für die Entstehung von Röntgenquellen deutlich günstiger sind. Man nimmt an, dass es sich bei diesen Röntgenquellen um Doppelsternsysteme aus einem Hauptreihenstern und einem Neutronenstern oder Schwarzen Loch handelt, die sich so eng umkreisen, dass Material vom Hauptreihenstern zu seinem Partner hinüberfließt und sich dabei auf extreme Temperaturen aufheizt. Die Wahrscheinlichkeit einer Entwicklung zweier gemeinsam in einem Doppelsternsystem entstandener Sterne zu einer derartigen Röntgenquelle ist mit 1:1 Milliarde extrem gering. In Kugelsternhaufen könnten sie sich jedoch durch Gezeiteneinfang sehr viel häufiger bilden. Ein weiterer dort ebenfalls deutlich begünstigter Entstehungsmechanismus sind Drei-Körper-Begegnungen, bei denen ein Objekt aus dem Kugelsternhaufen hinausgeschleudert wird und die beiden anderen auf einer engen Umlaufbahn zurückbleiben.
- In Kugelsternhaufen werden deutlich weniger Rote Riesen beobachtet, als man anhand der bekannten Phasen der Sternentwicklung erwarten würde. Als Ursache wird vermutet, dass sie aufgrund ihrer großen Ausdehnung dort überproportional häufig in Sternkollisionen verwickelt und dabei meist in Weiße Zwerge verwandelt werden.

## Mögliche Kollisionen bei schwach gebundenen Doppelsternen
In weiten Doppelsternsystemen mit stark exzentrischen Umlaufbahnen reicht bereits eine kleine gravitative Störung aus, um die Bahnelemente zu ändern. Dieser Mechanismus kann Sterne eines solchen Systems auf einen Kollisionskurs bringen und könnte die dominierende Quelle für stellare Kollisionen innerhalb der Milchstraße sein und eine Kollision alle 2.500 Jahre produzieren. Der dabei entstehende Stern dürfte ein schnell rotierender massiver Einzelstern mit einer stark abgereicherten Lithiumhäufigkeit ähnlich den FK-Comae-Berenices-Sternen sein.